# Mount Agrihan
Der Mount Agrihan oder Mount Agrigan ist ein Stratovulkan, der die Insel Agrigan der Marianen im Pazifischen Ozean bildet. Mit einer maximalen Höhe von 976 m über dem Meeresspiegel ist er der höchste Berg der Marianen sowie der gesamten Region Mikronesien.

## Geografie
Agrigan gehört zu den Nördlichen Marianen, einem Außengebiet der Vereinigten Staaten. Es ist die fünftgrößte Insel des Archipels mit einer Fläche von 43,5 km². Das subaerische Volumen des Vulkans beträgt etwa 16 km³. Unter Wasser erstreckt er sich weitere drei Kilometer. Die steilen Hänge (>30°) des Mount Agrihan sind bis zum Gipfel, etwa einen Kilometer südöstlich der Inselmitte, mit dichter Vegetation bewachsen, darunter Silberhaargras an den oberen und Kokospalmen an den unteren Hängen. Tiefe Furchen ziehen sich radial entlang der Flanken. Im Norden gibt es einen großen Graben, in den vor nicht langer Zeit ein großer Lavastrom floss, der an der Küste ein Delta bildete. Das Inselinnere wird hauptsächlich von pyroklastischen Ablagerungen ummantelt; das Gestein besteht aus Basalten und Andesiten. Im Basalt finden sich zusammengesetzte Xenolithen.
Es gibt einige Nebengipfel, die nur wenige Meter niedriger sind als der Hauptgipfel. Ein als West False Summit bezeichneter Gipfel mit einer Höhe von 965 m wurde bis 2018 als höchster Gipfel angenommen, bis die Höhe eines weiteren Gipfels auf 976 m bestimmt wurde. In der Inselmitte nördlich des Gipfels des Vulkans befindet sich eine flache, 1,2 × 1,5 km große und 380 m tiefe, ebenfalls bewachsene Caldera. Hier wurden Solfataren, Fumarolen und heiße Quellen beobachtet; der Boden der Caldera besteht zur Hälfte aus zwei Schweißschlackenkegeln und Ausfluss der Eruption von 1917.
Aufgrund seiner Eigenschaft als höchster Berg Mikronesiens hat der Mount Agrihan eine große Dominanz von 1898 km. Der nächstgelegene höhere Berg ist der Amagi auf der japanischen Hauptinsel Honshu. Damit ist er der dominanteste Berg Mikronesiens, der fünftdominanteste der Vereinigten Staaten inklusive aller Außengebiete sowie der achtdominanteste in Australien und Ozeanien. Zudem ist er der dominanteste Berg einer Insel unter 90 km² und hinter dem Terevaka auf der Osterinsel und Joe’s Hill auf Kiritimati der drittdominanteste Berg unter 1800 m Höhe.

## Geschichte
Die Insel entstand, nach drei bis vier Kilometern submarinen Wachstums, aus mehreren Ausbrüchen, die nacheinander Flüssigbasalte, zähflüssige Basalte, Andesite und andesitische Pyroklasten ausstießen.
Der einzige bekannte Ausbruch des Vulkans war 1917, wobei Lapilli und Asche in die Luft geschleudert wurden. Der einzige Ort im Südosten der Insel wurde evakuiert und unter großen Steinen und drei Metern Asche begraben. Im August 1990 wurden die neun Bewohner der Insel aufgrund erhöhter vulkanischer Aktivität erneut vorsichtshalber evakuiert, es folgte jedoch kein Ausbruch. In der Caldera wurden elektronische Distanzmesser und Seismometer aufgestellt. Später sollte die Insel wiederbesiedelt und weiterentwickelt werden, einige Bewohner kehrten zurück. 2010 war Agrigan jedoch wieder unbewohnt.
Zehn Mitglieder ein sechzehnköpfigen Expedition unter Leitung von John D. Mitchler und Reid Larson führten am 2. Juni 2018 die erste dokumentierte Besteigung des Gipfels durch. Zuvor hatten sie sich sieben Tage einen Weg durch die dichte Vegetation gebahnt und Material sowie Wasser zu verschiedenen Camps transportiert. Frühere Expedition hatten teilweise nur Nebengipfel bestiegen. Ein Jahr später bestieg eine weitere Expedition unter Leitung von Clint Kaul den Gipfel.